# Mouila
Mouila er en by i det sydlige Gabon, med et indbyggertal på cirka 28.000. Byen er hovedstad i provinsen Ngouiné.